# 2. division 2015
La 2. division 2015 è  il campionato di football americano di terzo livello, organizzato dalla DAFF.
I Randers Thunder si sono ritirati e hanno pertanto perso tutti gli incontri 50-0 a tavolino.

## Squadre partecipanti
| Club                | Città      | Stadio | Sponsor ufficiale | Risultato nella stagione 2014 |
| ------------------- | ---------- | ------ | ----------------- | ----------------------------- |
| Holbæk Red Devils   | Holbæk     |        |                   |                               |
| Holstebro Dragons   | Holstebro  |        |                   |                               |
| Kronborg Knights    | Helsingør  |        |                   |                               |
| Middelfart Stingers | Middelfart |        |                   |                               |
| Odense Thrashers    | Odense     |        |                   |                               |
| Ørestaden Spartans  | Kastrup    |        |                   |                               |
| Køge Marines        | Køge       |        |                   |                               |
| Randers Thunder     | Randers    |        |                   |                               |

## Stagione regolare

### Calendario

#### 1ª giornata
| Helsingør 18 aprile 2015, ore 14:00 | Kronborg Knights | 27 – 32 referto | Køge Marines | Knights Stadion |

| Holbæk 18 aprile 2015, ore 14:00 | Holbæk Red Devils | 7 – 20 referto | Ørestaden Spartans | Arena Holbæk |

| Odense 18 aprile 2015, ore 14:00 | Odense Thrashers | 28 – 14 referto | Middelfart Stingers | Bolbroparken |

| Randers 19 aprile 2015, ore 14:00 | Randers Thunder | 0 – 50 (a tavolino) referto | Holstebro Dragons | Thunder Field |

#### 2ª giornata
| Copenaghen 26 aprile 2015, ore 14:00 | Ørestaden Spartans | 6 – 13 referto | Kronborg Knights | Valby Idrætspark |

#### 3ª giornata
| Køge 2 maggio 2015, ore 14:00 | Køge Marines | 48 – 14 referto | Holbæk Red Devils | Rishøjhallen |

| Holstebro 2 maggio 2015, ore 14:00 | Holstebro Dragons | 27 – 8 referto | Odense Thrashers | Idrætscenter Vest |

| Middelfart 3 maggio 2015, ore 14:00 | Middelfart Stingers | 50 – 0 (a tavolino) referto | Randers Thunder | Hyllehøjskolen |

#### 4ª giornata
| Copenaghen 10 maggio 2015, ore 14:00 | Ørestaden Spartans | 29 – 46 referto | Køge Marines | Valby Idrætspark |

#### 5ª giornata
| Randers 14 maggio 2015, ore 14:00 | Randers Thunder | 0 – 50 (a tavolino) referto | Odense Thrashers | Thunder Field |

| Holstebro 16 maggio 2015, ore 14:00 | Holstebro Dragons | 53 – 0 referto | Middelfart Stingers | Idrætscenter Vest |

| Holbæk 16 maggio 2015, ore 14:00 | Holbæk Red Devils | 22 – 31 referto | Kronborg Knights | Arena Holbæk |

#### 6ª giornata
| Holstebro 23 maggio 2015, ore 14:00 | Holstebro Dragons | 50 – 0 (a tavolino) referto | Randers Thunder | Idrætscenter Vest |

| Copenaghen 24 maggio 2015, ore 14:00 | Ørestaden Spartans | 7 – 14 referto | Holbæk Red Devils | Valby Idrætspark |

#### 7ª giornata
| Middelfart 30 maggio 2015, ore 14:00 | Middelfart Stingers | 0 – 17 referto | Odense Thrashers | Hyllehøjskolen |

| Køge 31 maggio 2015, ore 14:00 | Køge Marines | 34 – 13 referto | Kronborg Knights | Rishøjhallen |

#### 8ª giornata
| Randers 6 giugno 2015, ore 14:00 | Randers Thunder | 0 – 50 (a tavolino) referto | Middelfart Stingers | Thunder Field |

#### 9ª giornata
| Odense 14 giugno 2015, ore 14:00 | Odense Thrashers | 6 – 34 referto | Holstebro Dragons | Bolbroparken |

| Helsingør 14 giugno 2015, ore 14:00 | Kronborg Knights | 47 – 8 referto | Ørestaden Spartans | Knights Stadion |

#### 10ª giornata
| Odense 20 giugno 2015, ore 14:00 | Odense Thrashers | 50 – 0 (a tavolino) referto | Randers Thunder | Bolbroparken |

| Holbæk 20 giugno 2015, ore 14:00 | Holbæk Red Devils | 14 – 46 referto | Køge Marines | Arena Holbæk |

#### 11ª giornata
| Middelfart 27 giugno 2015, ore 14:00 | Middelfart Stingers | 0 – 43 referto | Holstebro Dragons | Hyllehøjskolen |

| Helsingør 27 giugno 2015, ore 14:00 | Kronborg Knights | 50 – 0 (a tavolino) referto | Holbæk Red Devils | Knights Stadion |

#### 12ª giornata
| Holbæk 15 agosto 2015, ore 14:00 | Holbæk Red Devils | 21 – 13 referto | Ørestaden Spartans | Arena Holbæk |

| Odense 15 agosto 2015, ore 15:00 | Odense Thrashers | 12 – 6 referto | Middelfart Stingers | Bolbroparken |

| Helsingør 16 agosto 2015, ore 14:00 | Kronborg Knights | 9 – 6 referto | Køge Marines | Knights Stadion |

| Randers 16 agosto 2015, ore 14:00 | Randers Thunder | 0 – 50 (a tavolino) referto | Holstebro Dragons | Thunder Field |

#### 13ª giornata
| Køge 23 agosto 2015, ore 14:00 | Køge Marines | 48 – 6 referto | Holbæk Red Devils | Rishøjhallen |

#### 14ª giornata
| Helsingør 29 agosto 2015, ore 14:00 | Kronborg Knights | 25 – 7 referto | Ørestaden Spartans | Knights Stadion |

| Odense 29 agosto 2015, ore 14:00 | Odense Thrashers | 6 – 15 referto | Holstebro Dragons | Bolbroparken |

| Middelfart 30 agosto 2015, ore 14:00 | Middelfart Stingers | 50 – 0 (a tavolino) referto | Randers Thunder | Hyllehøjskolen |

#### 15ª giornata
| Køge 5 settembre 2015, ore 14:00 | Køge Marines | 50 – 0 referto | Ørestaden Spartans | Rishøjhallen |

#### 16ª giornata
| Holbæk 12 settembre 2015, ore 14:00 | Holbæk Red Devils | 20 – 16 referto | Kronborg Knights | Arena Holbæk |

| Copenaghen 12 settembre 2015, ore 14:00 | Ørestaden Spartans | 7 – 20 referto | Køge Marines | Valby Idrætspark |

| Randers 12 settembre 2015, ore 14:00 | Randers Thunder | 0 – 50 (a tavolino) referto | Odense Thrashers | Thunder Field |

| Holstebro 12 settembre 2015, ore 14:00 | Holstebro Dragons | 50 – 0 referto | Middelfart Stingers | Idrætscenter Vest |

### Classifiche
Le classifiche della regular season sono le seguenti:
- PCT = percentuale di vittorie, G = partite giocate, V = partite vinte,  P = partite perse, PF = punti fatti, PS = punti subiti

#### Girone Vest
| Pos. | Squadra             | PCT   | G | V | N | P | PF  | PS  |
| ---- | ------------------- | ----- | - | - | - | - | --- | --- |
| 1    | Holstebro Dragons   | 1.000 | 9 | 9 | 0 | 0 | 372 | 20  |
| 2    | Odense Thrashers    | .667  | 9 | 6 | 0 | 3 | 227 | 96  |
| 3    | Middelfart Stingers | .333  | 9 | 3 | 0 | 6 | 170 | 203 |
| 4    | Randers Thunder     | .000  | 9 | 0 | 0 | 9 | 0   | 450 |

#### Girone Øst
| Pos. | Squadra            | PCT  | G | V | N | P | PF  | PS  |
| ---- | ------------------ | ---- | - | - | - | - | --- | --- |
| 1    | Køge Marines       | .889 | 9 | 8 | 0 | 1 | 330 | 119 |
| 2    | Kronborg Knights   | .667 | 9 | 6 | 0 | 3 | 231 | 135 |
| 3    | Holbæk Red Devils  | .333 | 9 | 3 | 0 | 6 | 118 | 279 |
| 4    | Ørestaden Spartans | .111 | 9 | 1 | 0 | 8 | 97  | 243 |

## Semifinali
| Holstebro 19 settembre 2015, ore 14:00 | Holstebro Dragons | 13 – 7 referto | Kronborg Knights | Idrætscenter Vest |

| Køge 19 settembre 2015, ore 14:00 | Køge Marines | 36 – 20 referto | Odense Thrashers | Rishøjhallen |

## Spareggi promozione
| Hvidovre 3 ottobre 2015, ore 15:00 | Avedøre Monarchs | 33 – 28 referto | Køge Marines | Hvidovre Gymnasium |

| Herning 3 ottobre 2015, ore 14:00 | Herning Hawks | 3 – 34 referto | Holstebro Dragons | Herning Atletikstadion |